# 仙台空港インターチェンジ
仙台空港インターチェンジ（せんだいくうこうインターチェンジ、英語表記: Sendai Airport）は、宮城県名取市にある、仙台東部道路のインターチェンジである。

## 歴史
- 1994年（平成6年）3月30日：仙台空港IC - 仙台東IC間開通に伴い、供用開始[1]。
- 1995年（平成7年）7月27日：岩沼IC - 仙台空港IC間開通[1]。

## 周辺
- 仙台空港
  - 仙台空港駅（仙台空港鉄道・仙台空港アクセス線）
- 館腰駅（JR東日本・東北本線）

## 道路
- E6 仙台東部道路（30番）

## 接続する道路
- 直接接続
  - 宮城県道20号仙台空港線

## 料金所
- ブース数：6

### 入口
- ブース数：2
  - ETC専用：1
  - 一般：1

### 出口
- ブース数：4
  - ETC専用：1
  - 一般：3

## 隣
E6 仙台東部道路
(29) 岩沼IC - (30) 仙台空港IC - (31) 名取中央スマートIC - (32) 名取IC